# Hard Time (Star Trek: Deep Space Nine)
"Hard Time" és el dinovè episodi de la quarta temporada de la sèrie de televisió de ciència-ficció estatunidenca Star Trek: Deep Space Nine, el 91è de tota la sèrie. Originalment es van emetre en redifusió a partir del 15 d'abril de 1996.  L'episodi va ser dirigit per Alexander Singer i va ser escrit per Robert Hewitt Wolfe en base a una història de Daniel Keys Moran i Lynn Barker. Va rebre una qualificació Nielsen de 5,7 quan es va emetre per televisió el 1996.
Ambientada al segle XXIV, la sèrie segueix les aventures a Espai Profund 9, una estació espacial situada prop d'un forat de cuc estable entre els Quadrants Alfa i Gamma de la Via Làctia, prop del planeta Bajor, mentre els bajorans es recuperen d'una brutal ocupació de dècades pels imperialistes cardassians. El Quadrant Gamma acull un imperi hostil conegut com el Domini, governat pels Fundadors que canvien de forma. A la quarta temporada, els cardassians han fet les paus amb els bajorans, però estan lluitant una guerra difícil amb els klíngons. En aquest episodi, En aquest episodi, el cap d'operacions d’Espai Profund 9 Miles O'Brien intenta tornar a la seva vida normal mentre s'enfronta a secrets de la seva experiència d'empresonament a llarg termini.

## Argument
El cap O'Brien és condemnat injustament per espionatge al planeta Argratha. En lloc d'empresonar els convictes, el centre penitenciari d'Argrathi els implanta records d'anys de presó en unes poques hores de temps real. O'Brien passa vint anys a la presó, sense dubtar mai de la realitat de la seva situació, abans que els Argrathi declarin la seva sentència completa i l'alliberin. La rapidesa del procés fa que O'Brien sigui arrestat, condemnat i compleixi la seva condemna abans que la Flota Estel·lar ni tan sols se n'assabenti.
En tornar a Espai Profund 9, O'Brien intenta readaptar-se a la vida a bord de l'estació, però les seves experiències mentre estava empresonat encara el preocupen. Tot i que li diu al Dr. Bashir que estava sol a la presó, els salts enrere revelen que tenia un company de cel·la, Ee'char, que li va ensenyar a sobreviure mentre estava empresonat. O'Brien té al·lucinacions recurrents d'Ee'char i comença a exhibir comportaments habituals que va "adquirir" mentre estava "empresonat", com ara acumular menjar i dormir al terra dur en lloc del seu llit.
Amb el temps, O'Brien es torna cada cop més irritable i solitari. Té una discussió amb Bashir i agredeix Quark quan ha d'esperar que el serveixin al bar d'en Quark. El capità Sisko relleva més tard O'Brien del servei, el posa de baixa mèdica i li ordena que assisteixi a les sessions d'assessorament que ha estat evitant. Després de tornar a les seves estances, gairebé colpeja la seva filla Molly quan intenta cridar la seva atenció. Instantàniament ple de vergonya i por pel que podria acabar fent a les persones que li importen, fuig a una bodega de càrrega i comença a destrossar el lloc. Troba un armari d'armes, posa un faser al màxim, preparant-se per suïcidar-se.
Bashir segueix O'Brien i el troba just a temps. O'Brien li diu a Bashir que va matar Ee'char per uns quants trossos de pa que Ee'char guardava per a tots dos, pensant erròniament que Ee'char li havia estat amagant el pa; i que la culpa li ha estat corcant la consciència. O'Brien està convençut que és un animal, però Bashir li diu que si realment ho fos, no s'hauria penedit d'haver matat Ee'char, i per tant O'Brien encara és humà en el fons. Bashir finalment li prescriu un nou tractament intensiu i aviat posa O'Brien en camí de recuperar-se.

## Actors convidats
- Rosalind Chao - Keiko
- Margot Rose - Rinn
- Hana Hatae - Molly
- F. J. Rio - Muñiz
- Craig Wasson - Ee'char

## Recepció
El 2014, Gizmodo va classificar "Hard Time" com el 42è millor episodi de Star Trek, d'entre els més de 700 fets fins aleshores..
El 2015, Geek.com va recomanar aquest episodi com a "imprescindible" per a la seva guia abreujada de marató de sèries de Star Trek: Deep Space Nine.
El 2016, Empire va classificar aquest com el 47è millor dels 50 millors episodis de tots els més de 700 episodis de televisió de Star Trek.